# 永昌院 (美濃市)
永昌院（えいしょういん）は、岐阜県美濃市安毛にある曹洞宗の寺院。山号は太平山。中濃八十八ヶ所霊場三十五番。

## 歴史
寺伝によると、寛文元年(1661年)。安毛村（あたげむら）であったこの地に玄徴尼が来住した事に始まる。
その後、同、寛文十年(1670年)に、現在の関市下有知の龍泰寺二十世、鰲山正（見）雪大和尚（ごうさんしょうせつ）が一寺を建立し、開山となる。

## 年中行事
- 1月1日 年頭受け三が日大般若法要
- 1月14日 大般若会
- 3月下旬　桜ライトアップ
- 3月末～4月上旬　きつねの行列
- 8月10日 大施会施餓鬼
- 11月23日 開山忌水子子育地蔵供養
- 12月31日 除夜の鐘